# Medio Ventuari
Pour les articles homonymes, voir Ventuari.
Medio Ventuari est l'une des trois paroisses civiles de la municipalité de Manapiare dans l'État d'Amazonas au Venezuela. Sa capitale est Camani.

## Localités
- Alto Guaviarito
- Camani
- Campiña
- Caño Santo
- Ceiba
- Chácara
- Chirinos
- Cucurito
- El Tronco
- Guayabalito
- Las Macanillas
- Las Mercedes
- Maco
- Marieta
- Morrocoy
- Mosquito
- Parú
- Pendarito
- Piedra Pintada
- Playa del Tigre
- San Juan de Manapiare
- San Juan Viejo
- Tamanaco
- Tencua
- Terecay
- Yamara
- Yutajé